# Karl Marek (Politiker, 1860)
Karl Marek (* 5. Februar 1860 in Eger, Königreich Böhmen; † 21. April 1923 in Wien) war ein österreichischer Verwaltungsjurist, Finanzfachmann, Bankier und Finanzminister.

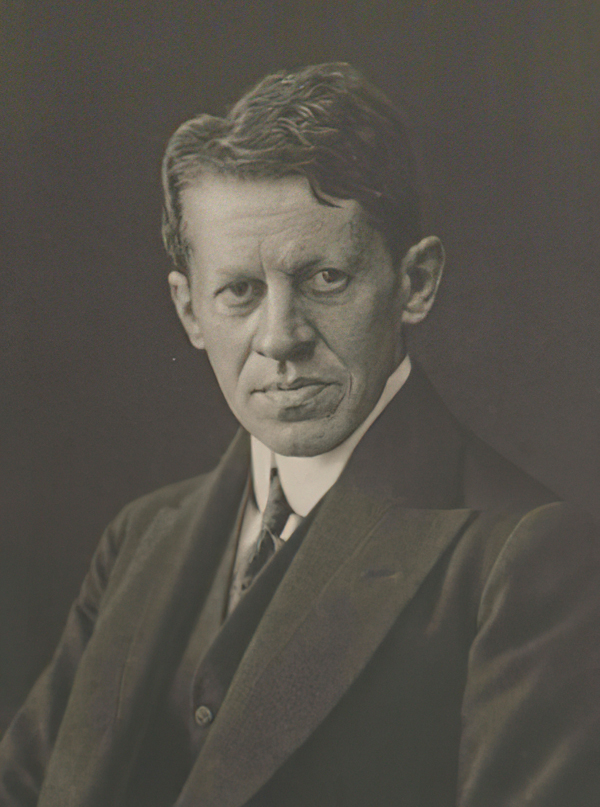
Karl Marek

## Leben
Marek absolvierte das Gymnasium in Eger, studierte Rechts- und Staatswissenschaften an der Universität Prag, erwarb den Dr. jur. und trat 1883 bei der Bezirkshauptmannschaft Pilsen in den Staatsdienst ein. Nach Ämtern in der  Landesfinanzdirektion Prag und als Steuerinspektor in der Bukowina, wurde er Oberfinanzrat von Graz, wo er auch als Dozent an der Universität unterrichtete. 1912 wurde Hofrat Marek Sektionschef der Monopol- und Budgetsektion im Wiener Finanzministerium.
In Czernowitz hatte er die veraltete Finanzverwaltung der Bukowina umfassend modernisiert. Er war Experte für Verwaltungsreform, vor allem im Haushalts- und Rechnungswesen, wie bei der Einführung des bargeldlosen Zahlungsverkehrs im österreichischen Verwaltungsbereich. Marek galt als unbürokratischer Reformer und „glänzender Organisator“.
Von 31. Oktober bis 20. Dezember 1916 amtierte Marek als österreichischer Finanzminister im Kabinett Koerber. Anschließend war er wieder Sektionschef im Finanzministerium. Im Juli 1917 trat er in den Ruhestand und wirkte später als Präsident der Allgemeinen Depositenbank sowie 1920 als Präsident der Export- und Industrie-Bank. Er hinterließ zwei Kinder.